# Adusije
Adusije (grč. Αδούσιος; Adusius) je bio perzijski general u doba Kira Velikog, vladara Perzijskog Carstva. Adusije se spominje u Ksenofontovoj „Kiropediji“. Sudjelovao je u bitkama kod Pterije i Timbre gdje je odbijen napad lidijskog kralja Kreza, odnosno osvojeno njegovo kraljevstvo. Potom ga Kir Veliki šalje u vojskom u Kariju da okonča tamošnje nemire, a kasnije pomaže Histaspu u osvajanju Frigije. Na zahtjev lokalnog stanovništva, imenovan je satrapom Karije. Do kada je vladao nije poznato, a sljedeći satrap Karije koji se spominje u povijesnim izvorima bio je Amorg, za kojeg se ne može sa sigurnošću pretpostaviti je li izravno naslijedio Adusija, ili je u međuvremenu postojao neki drugi satrap, ili pak više njih.

## Poveznice
- Perzijsko Carstvo
- Kir Veliki
- Bitka kod Pterije
- Bitka kod Timbre

## Vanjske poveznice
- Adusije (Adusius), AncientLibrary.com  Arhivirana inačica izvorne stranice od 8. rujna 2007. (Wayback Machine)
- Ksenofont: „Kiropedija“, str. 159.
- Ksenofont: „Kiropedija“ (preveo: Maurice Ashley Cooper), str. 256.